# 椎田站

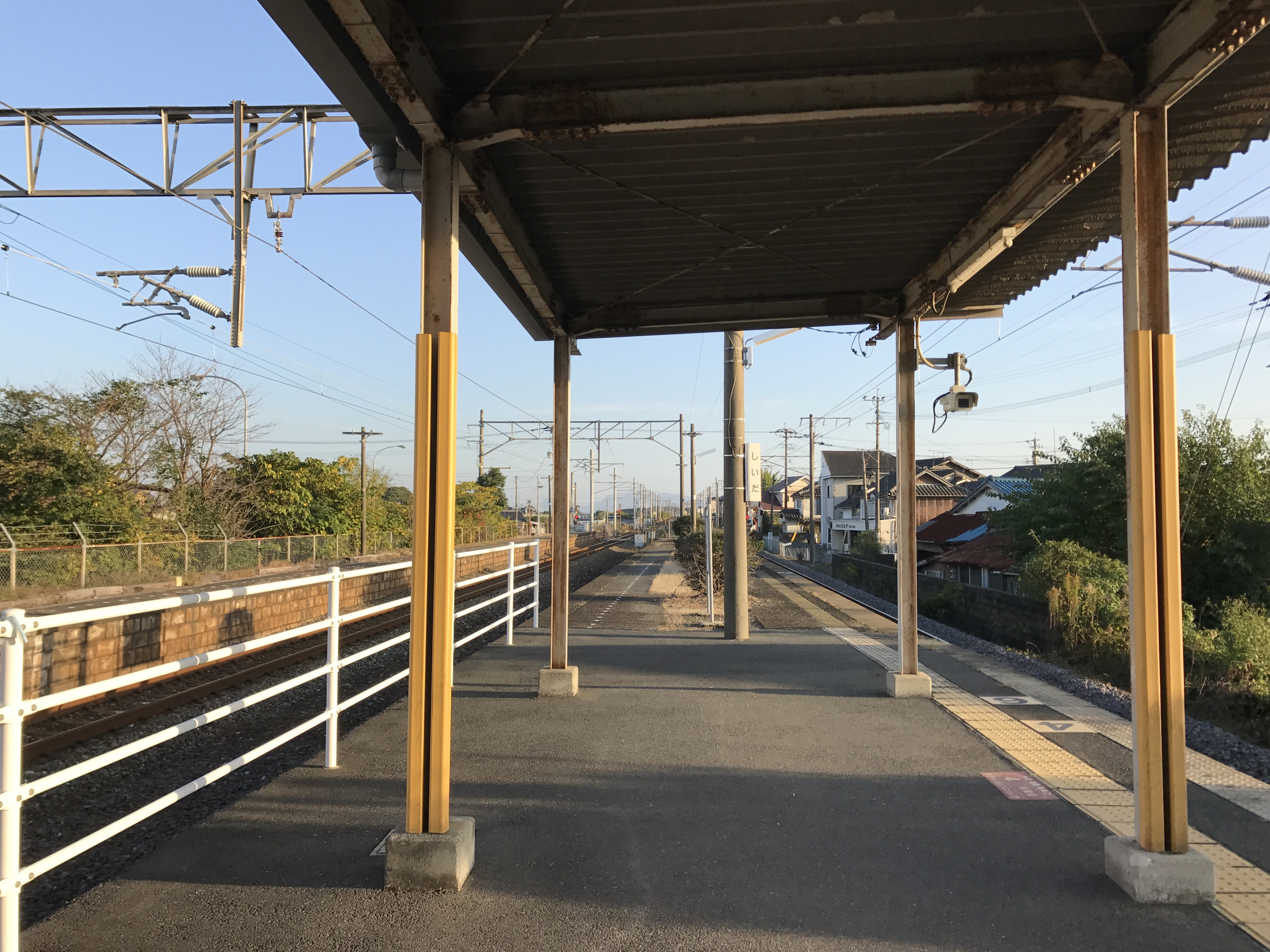
月台（2016年11月）

椎田站（日语：／ Shiida eki */?）是位於福岡縣築上郡築上町大字椎田，屬於九州旅客鐵道（JR九州）的日豐本線車站。本站為築上町的主要車站，除特急外的所有列車均在此停靠。

## 車站構造
本站是地面車站，設有2面2線的單式月台，各月台間透過跨線橋連接。本站的站房位於1號月台（下行線），並設透過跨線橋連接2號月台（上行線）。2號月台過去是島式月台，設有中線。而本站的月台於2006年提升高度。
此站曾是由JR九州鐵道營業負責車站業務的業務委託車站。站內沒有MARS系統與自動驗票閘機，只設置POS終端機和簡易SUGOCA閘機。本站於2022年3月12日起因應人手精簡而改為無人站。

### 月台
| 月台 | 路線      | 上下行 | 方向           |
| ---- | --------- | ------ | -------------- |
| 1    | ■日豐本線 | 下行   | 宇島・中津方向 |
| 2    | ■日豐本線 | 上行   | 行橋・小倉方向 |

## 歷史
- 1897年9月25日：第一代豐州鐵道（日语：豊州鉄道）車站啟用[3]。
- 1901年9月3日：豐州鐵道被第一代九州鐵道收購[4]。
- 1907年7月1日：豐州鐵道被國有化，成為帝國鐵道廳車站[5]。
- 1987年4月1日：隨國鐵分割民營化，車站由九州旅客鐵道（JR九州）營運[6]。
- 2006年：月台提高高度開始施工。
- 2009年3月1日：此站可以使用IC卡「SUGOCA」[7]。
- 2022年：

- 3月12日：因應人手精簡，改為無人站。
- 4月1日：因應實際情況，改為簡易委託化。

## 使用狀況
此站位於北九州通勤上學團內，在繁忙時間有許多乘客前往小倉方向。由於此站最接近上西高校，因此在早上和黃昏時段會有舉多高校學生使用。
| 年度   | 1日平均 乘車人次 | 上下車人次 |
| ------ | ---------------- | ---------- |
| 2010年 |                  | 2,368      |
|        |                  |            |
| 2016年 | 906              |            |
| 2017年 | 918              |            |
| 2018年 | 863              |            |
| 2019年 | 826              |            |
| 2020年 | 650              |            |
| 2021年 | 628              |            |
| 2022年 | 658              |            |
| 2023年 | 682              |            |

## 車站周邊
- 築上町公所（前・椎田町（日语：椎田町）公所）
- 築上町立圖書館
- 福岡縣立築上西高等學校（日语：福岡県立築上西高等学校）
- 築上町立椎田小學
- 築上町立椎田中學
- 綱敷天滿宮（日语：綱敷天満宮 (築上町)）
- 築上町文化會館Comare
- 濱宮海灘
- 福岡銀行椎田分店
- 福岡響信用金庫（日语：福岡ひびき信用金庫）椎田分店
- 椎田郵局
- 東九州社區放送（日语：東九州コミュニティー放送）

## 相鄰車站
九州旅客鐵道
■日豐本線
■快速（只設上行班次）
築城←椎田←宇島
■普通
築城－椎田－豐前松江

## 外部連結
- JR九州椎田站網頁 （页面存档备份，存于）